# Чужак, Николай Фёдорович
Никола́й Фёдорович Чужа́к (настоящая фамилия — Насимо́вич) (20 августа 1876, Нижний Новгород — 3 сентября 1937, Ленинград) — русский советский журналист, литературный критик, публицист, редактор, революционер. Теоретик «левого искусства».

## Биография
Родился в бедной семьи музыканта-скрипача. После окончания реального училища учительствовал в Ярославской губернии.
С юности принимал участие в революционном движении, в 1890-х годах примкнул к народовольцам, с 1904 года был членом РСДРП (б). Неоднократно подвергался арестам и ссылкам. С 1905 года — активный публицист и редактор большевистских изданий: «Пролетарий», «Казарма», «Вперед». С конца 1905 года был членом военной организации при Петербургском комитете РСДРП. Делегат 1-й конференции военных и боевых организаций РСДРП (Таммерфорс, 1906).
В 1906 г. арестован, до 1908 г. находился в петербургской тюрьме «Кресты», затем выслан на поселение в Иркутскую губернию. Сотрудник газеты «Восточная заря», редактор иркутских периодических изданий («Молодая Сибирь», «Новая Сибирь», «Сибирский журнал» и др.
После Февральской революции 1917 года — член Иркутского комитета РСДРП (объединённого), редактор журнала «Рабочая Сибирь». В 1918—1922 годах редактировал газеты «Красное знамя» (Владивосток), «Дальневосточный путь» (Чита), «Власть труда» (Иркутск) и др.; был заведующим отделом печати Дальбюро ЦК РКП (б). В годы Гражданской войны и во время колчаковщины работал в большевистском подполье.
Инициатор и редактор футуристического журнала «Творчество», вошел в литературную группу с одноименным названием. В 1921 вместе с другими членами группы переехал в Читу, где работал заведующим отделом печати Дальбюро ЦК РКП(б), редактировал газеты «Дальне-Восточный путь», «Дальне-Восточная правда» и созданную им литературную газету «Дальне-Восточный телеграф».
С конца 1922 г. — в Москве, член ЛЕФ (один из авторов его основных теорий: «искусство — жизнестроение», ориентация на «литературу факта»). Выдвинутая им теория «искусство — жизнестроение» сводила функцию художника к производству «вещей». Отсюда его отрицательное отношение к психологической прозе, к поэме В. В. Маяковского «Про это»).
Одним из первых занялся исследованием сибирской литературы (книги «Сибирские поэты и их творчество», 1916, «Сибирский мотив в поэзии», 1922, и др.). В 1926—1932 годах — редактор изданий Всероссийского общества бывших политкаторжан и ссыльнопоселенцев.
Работал над созданием методологии марксистской критики, в связи с чем подвергал тщательному разбору почти все работы, создаваемые критиками этого направления. Его статьям и «Критика „бури и натиска“» («Восточная заря», 1910), «К методу литературно-художественной критики» («Голос Сибири», 1911), отзывами о В. Л. Львове-Рогачевском и Л. Каменеве («Восточная заря», 1910), оценкой деятельности Г. А. Алексинского (там же, 1910) и Ю. М. Стеклова («Иркутское слово», 1912), характеристикой М. С. Ольминского («Сибирская мысль», 1911), работами посвящёнными Е. А. Соловьёву («Восточная заря», 1910), П. М. Пильскому, А. М. Скабичевскому, К. И. Чуковскому (там же, 1910) и др., воссоздана панорама развития не только марксистской критической мысли того времени, но и всей критики в целом.
Автор ряда историко-революционных работ. В последние годы жизни работал над воспоминаниями. С 1933 г. получал персональную пенсию, назначенную Советом Общества старых большевиков.
Отец Е. Н. Сомова-Насимовича, шахматного композитора.
Умер от кардиосклероза.

## Избранные публикации
- Эстетизм и эстетика. — Иркутск, 1916;
- Нужный язык. Темное дело. Как умер Уткин // Неравнодушные строчки. — Чита, 1921.
- К диалектике искусства: от реализма до искусства, как одной из производственных форм : теоретически-полемические статьи, 1921
- Литература факта, 1929